# Operación Tribal Kat
La operación Tribal Kat, también conocida como el rescate de Evelyn Colombo, fue una operación militar contra la piratería somalí realizada por el armada española el 10 de septiembre de 2011 en el golfo de Adén, en el ámbito de la Operación Atalanta de la Unión Europea.

## Antecedentes

Desarrollo de la extensión de la pirattería somalí de 2005 a 2010

La piratería en las costas de Somalia comenzó con el nuevo milenio, pero escaló rápidamente entre 2006 y 2009. En 2009 y 2010 se contaban unas 400 acciones de piratería en la zona. Prácticamente toda las acciones se hacen para conseguir rescate, lo que explica que solo en 2010 se secuestrasen unos 790 marineros y en 2011 se calculasen los beneficios en 170 millones de dólares.
La operación Atalanta es una operación militar permanente de lucha contra la piratería en el mar frente al Cuerno de África y el océano Índico occidental puesta en marcha en 2008, la primera emprendida por la Fuerza Naval de la Unión Europea (EU NAVFOR). El 19 de agosto de 2011 el buque de asalto anfibio Galicia (L-51) zarpaba de su base en Rota para formar parte de la operación.

## Secuestro
El 8 de septiembre de 2011 el catamarán Tribal Kat enviaba una señal de socorro por un ataque de piratería frente a la costa de Yemen, desde las coordenadas 15°27′N 52°14′E / 15.450, 52.233. La fragata alemana Bayern, al ser el barco europeo más cercano, envió un helicóptero al lugar que solo descubrió el catamarán vacío y sin señales de vida. A la mañana siguiente, la tripulación del Bayern se acercó al Tribal Kat encontrando la embarcación vacía, con numerosos agujeros de bala y mucha sangre. Informes de inteligencia daban al matrimonio Christian y Evelyne Colombo como única tripulación del barco.
Al parecer, un grupo de nueve piratas somalíes habían asesinado a Christian Colombo, lanzando su cuerpo a la mar, y secuestraron a su mujer, Evelyne Colombo.

## Operación Tribal Kat
El 10 de septiembre, dos días después del secuestro, un helicóptero del buque francés Sourcouf, que estaba remolcando el Tribal Kat, descubrió una embarcación sospechosa. El esquife fue avistado por un dron de reconocimiento norteamericano y se confirmó que se contaban siete personas en la parte que no estaba cubierta con una gran lona naranja.
El esquife se dirigía hacia la posición del Galicia, a unas 35 millas, y el barco español envió un helicóptero Sea King de reconocimiento a las 16:45. Inmediatamente se lanzaron dos lanchas neumáticas con el capitán López de Anca y su equipo para acercarse al esquife. A las 16:52 las lanchas neumáticas estaban lo suficientemente cerca para que el tirador Eduardo Diéguez Iglesias realizase los primeros disparos de advertencia, que fueron ignorados por los tripulantes del esquife.
Los militares trataron de acercarse, pero un pirata sacó a Evelyn Colombo de debajo de la lona, la obligó a levantar los brazos y le apuntó a la cabeza con un kalashnikov. El descubrimiento de la secuestrada en el esquife obligaba al equipo español a regresar al barco y solicitar el permiso de Madrid y París para cualquier acción. Mientras tanto se envió a otro helicóptero para vigilar a los piratas.
Entretanto, el presidente francés, Nicolas Sarkozy, había solicitado al presidente español, José Luis Rodríguez Zapatero, que los españoles intervinieran. La comandancia dio la autorización para emplear la fuerza letal en defensa propia extendida, es decir, en defensa de Colombo. El capitán del Galicia, Juan Antonio Cornago, consultó con López de Anca y dos hombres de su equipo, que confirmaron que la acción era posible: «Sí. Estamos preparados. Y si algo pasa, morimos cumpliendo nuestro deber». 
Se lanzaron de nuevo dos lanchas motoras al mar, que se dirigieron al esquife de los piratas. En la embarcación de asalto iban el capitán López de Anca, el cabo 1.º Raúl Jiménez García, el cabo Christian Fernando Lozada Suárez, el soldado Diego Fernando Gallego Ortega, el soldado Miguel Moro Piñol, el cabo 1.º Fernando del Monte Oliva y el cabo Alberto Sánchez Ríos. En la de apoyo, iban el teniente Félix Rodríguez Alcántara, el cabo Guillermo Otero Dávila, el marinero Eduardo Da Silva Bohígas, el marinero Javier Rosa Chicano, el cabo 1.º Antonio Muñoz Ruiz y el cabo Manuel Villén Fernández. Con apoyo del helicóptero, el tirador Diéguez realizó varios disparos de precisión desde el helicóptero que detuvo el motor. Sin embargo, los piratas consiguieron volver a arrancar el motor para seguir con su huida. Diéguez alcanzó el motor por segunda vez y de esta el motor se paró definitivamente.
Al acercarse las lanchas motoras hubo un intercambio de disparos que produjo que los piratas se movieran a una de las bandas del esquife y este volcase. Todos los piratas y la secuestrada cayeron al agua y el capitán López de Anca se lanzó al agua para sacar a Colombo. Colombo no tenía la fuerza suficiente para nadar, ya que en tres días solo le habían dado algo de leche como alimento.
Una de las lanchas con Colombo siguió al helicóptero hasta el Galicia, donde Colombo tuvo dificultades para subir la escalera de cuerda para subir a bordo. De hecho, Colombo cayó al mar de nuevo y el capitán López de Anca se lanzó de nuevo al agua para rescatar a Colombo. En un segundo intento, Colombo consiguió subir a bordo del Galicia. Poco después llegaba la segunda lancha con siete piratas, de los que tres estaban heridos de bala y dos habían desaparecido en el mar. Los tripulantes de esta segunda lancha tuvieron que pasar la noche en ella, puesto que de noche y con mala mar no se podía subir a bordo. Durante la noche, uno de los marinos españoles se rompió la clavícula, debido a que las olas lanzaban con fuerza la lancha contra el lateral barco.

## Repercusiones
El cuerpo de Christian Colombo, de 55 años, exmilitar de la Armada francesa, no ha sido recuperado.
En septiembre de 2011 Evelyne Colombo escribió una carta agradeciendo a la Armada española por su salvamento:

[...] quiero agradecer a toda la dotación del Galicia que me salvó y tan bien se ocupó de mí en estos momentos tan difíciles. Gracias por haberme escuchado, por haberme secado las lágrimas, por haberme apoyado durante esa noche con vosotros [...] gracias a vosotros, a vuestra actuación y a vuestra valentía tengo una segunda oportunidad en la vida, jamás lo olvidaré [...]

El entonces capitán Rafael López de Anca García recibió en febrero de 2013 de manos del Príncipe Felipe la Cruz del Mérito Naval con Distintivo Rojo. También recibió la medalla de oro de la defensa nacional francesa.
El 29 de marzo de 2016 comenzó el juicio contra los siete piratas somalíes. Fueron condenados por un tribunal francés en 2016. Los dos «reclutadores», Farhan Abdisalamn Hassan y Ahmed Abdullahi Akid, fueron condenados a 15 años de cárcel. La sentencia más corta, de seis años, fue para Farhan Mohamoud Abchir, que era menor en el momento de los hechos y desarrolló esquizofrenia durante su tiempo en prisión.